# Agilde

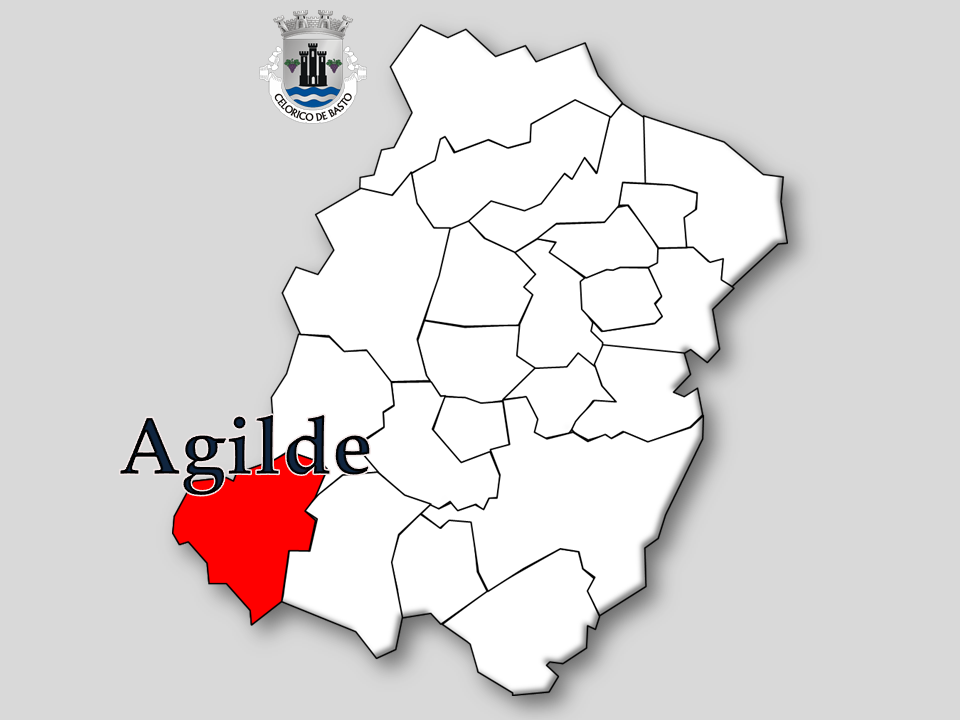
Localização da Freguesia de Agilde no Município de Celorico de Basto

Agilde é uma povoação portuguesa sede da Freguesia de Agilde do Município de Celorico de Basto, freguesia com 9,01 km² de área e 1159 habitantes (censo de 2021), tendo, por isso, uma densidade populacional de 128,6 hab./km².
Além da sede, os locais principais da Freguesia de Agilde são Alijão, Barreiro, Carreira, Carvalheira, Casal, Costa, Estrada, Montenegro, Outeiro, Fundevila, Queriz, Quintã, Ribeira, São Pedro e Várzea.

## Demografia
A população registada nos censos foi:
| Distribuição da População por Grupos Etários | Distribuição da População por Grupos Etários | Distribuição da População por Grupos Etários | Distribuição da População por Grupos Etários | Distribuição da População por Grupos Etários |
| -------------------------------------------- | -------------------------------------------- | -------------------------------------------- | -------------------------------------------- | -------------------------------------------- |
| Ano                                          | 0-14 Anos                                    | 15-24 Anos                                   | 25-64 Anos                                   | > 65 Anos                                    |
| 2001                                         | 264                                          | 211                                          | 636                                          | 183                                          |
| 2011                                         | 208                                          | 156                                          | 662                                          | 201                                          |
| 2021                                         | 143                                          | 157                                          | 635                                          | 224                                          |

## História Administrativa
A paróquia de Santa Eufémia de Agilde vem mencionada no foral dado por D. Manuel em Évora a 29 de Março de 1520. Segundo as “Memórias Paroquiais de 1758” era vigararia da apresentação do pároco da igreja de São Miguel de Borba de Godim, à qual se encontrava anexa. Pertence ao concelho de Celorico de Basto. É paróquia da diocese de Braga.

## Património

### Religioso
A freguesia conta com vários pontos de interesse ligados ao culto cristão:
- Igreja de Santa Eufémia
- Capela de Nossa Senhora da Rosa
- Capela de São Pedro do Ó

### Natureza e Desporto
Agilde conta também com praia fluvial, na albufeira do aproveitamento hidroeléctrico da Ribeira de Santa Natália. A jusante desta albufeira ainda é possível encontrar ruínas de vários moinhos outrora usados para aproveitamento das correntes deste afluente do rio Tâmega.
Podem ainda ser encontrados diversos trilhos nesta região, sendo notáveis as paisagens montanhosas da freguesia. Paisagens que têm vindo cada vez mais a ser apreciadas por praticantes de desportos todo-o-terreno.

### Cultura
Nota ainda da Aldeia Miniatura de Pedro Lemos, onde se encontram miniaturas de dezenas de edifícios característicos da região entre Tâmega e Sousa.